# Lymnas echidna
Lymnas echidna är en fjärilsart som beskrevs av Adalbert Seitz 1917. Lymnas echidna ingår i släktet Lymnas och familjen Riodinidae. Inga underarter finns listade i Catalogue of Life.